# Rolf Singer
Rolf Singer (1906 – 1994) va ser un micòleg d'origen alemany i un dels taxonomistes més importants dels bolets agaricals del segle xx.
Es va doctorar a la Universitat de Viena eln 1931 i trebalà a Múnic. Cap a 1933, Singer va ser forçat pels nazis per abandonar Alemanya i marxar a Viena on es trobà amb la seva futura esposa, Martha Singer. Des de Viena van anar a Barcelona, on Singer va ser nomenat professor de la Universitat Autònoma de Barcelona. Després de la guerra civil espanyola va ser perseguit per les autoritats espanyoles, a instàncies del govern nazi, i va anar a França. Va treballar al Museu Nacional d'Història Natural de França, a París, Singer es va haver de desplaçar a Leningrad, on va treballar al Jardí Botànic de l'Acadèmia de Ciències de l'URSS. Durant aquest temps va fer expedicions científiques a Sibèria, les Muntanyes Altai i Carèlia. El 1941, Singer emigrà als Estats Units. Va tenir un lloc de treball al Farlow Herbarium durant 7 anys. Va ensenyar a la Mountain Lake Biological Station de la Universitat de Virgínia.
El 1948, Singer va deixar Harvard per a ser professor a la Universidad Nacional de Tucuman a l'Argentina. El 1961, Singer va ser professor de la Universidad de Buenos Aires. Ell, la seva esposa i la seva filla Heidi, van recollir espècimens de fongs a Amèrica del Sud. El darrer lloc de treball de Singer va ser a la Universitat d'Illinois a Chicago, des de 1968 a 1977.
Singer va escriure més de 400 publicacions.
Va escriure llibres importants com "The Agaricales in Modern Taxonomy".

## Obres
- The Agaricales in modern taxonomy by Rolf Singer (Koeltz Scientific Books,)
- A monograph on the genus Leucopaxillus Boursier by Rolf Singer (University of Michigan Press], 1943)
- Mycoflora Australis. by Rolf Singer(J.Cramer, 1969)
- Omphalinae (Clitocybeae-Tricholomataceae Basidiomycetes). by Rolf Singer (Published for Organization of Flora Neotropica by Hafner Pub. Co., 1970)
- The Boletineae of Mexico and Central America III by Rolf Singer (J. Cramer, 1991)
- The Boletineae of Mexico and Central America by Rolf Singer (J. Cramer, 1990)
- The Agaricales in modern taxonomy by Rolf Singer (Koeltz Scientific Books, 1986)
- The ectotrophically mycorrhizal fungi of the neotropical lowlands, especially Central Amazonia by Rolf Singer (J. Cramer, 1983)
- Hydropus (Basidiomycetes, Tricholomataceae, Myceneae) by Rolf Singer(New York Botanical Garden, 1982)
- Omphalinae (Clitocybeae-Tricholomataceae Basidiomycetes). by Rolf Singer (Published for Organization for Flora Neotropica by Hafner Pub. Co., 1970)
- Strobilomycetaceae (Basidiomycetes). by Rolf Singer (Published for Organization for Flora Neotropica by Hafner Pub. Co., 1970)
- The Boletineae of Florida by Rolf Singer (J. Cramer, 1977)
- Marasmieae (Basidiomycetes-Tricholomataceae) by Rolf Singer (Published for Organization for Flora Neotropica by the New York Botanical Garden, 1976)
- The genera Marasmiellus, Crepidotus and Simocybe in the neotropics by Rolf Singer (Cramer, 1973)
- A monograph of Favolaschia by Rolf Singer (Cramer, 1974)
- The Agaricales in modern taxonomy by Rolf Singer (J. Cramer, 1975)
- Phaeocollybia (Cortinariaceae-Basidiomycetes). by Rolf Singer (Published for Organization for Flora Neotropica by Hafner Pub. Co., 1970)
- Mycoflora Australis. by Rolf Singer (Cramer, 1969)
- Die Röhrlinge. by Rolf Singer (J. Klinkhardt, 1965)